# Marco Bode
Pour les articles homonymes, voir Bode.
Marco Bode est un footballeur allemand né le 23 juillet 1969 à Osterode am Harz. Il évoluait principalement au poste de milieu offensif gauche, mais pouvait aussi jouer au poste d'attaquant, de défenseur gauche ou de libéro.
Ce joueur polyvalent fut l'un des joueurs les plus marquants de l'histoire du Werder Brême, club au sein duquel il a passé l'intégralité de sa carrière professionnelle, et pour lequel il a joué 495 matchs de championnat et inscrit 134 buts, total qui a longtemps été le record du nombre de buts inscrits pour ce club en championnat (dépassé par Claudio Pizarro, 102 buts en 183 matchs de championnat au 16 avril 2016 contre ses 101 buts en championnat). 
Avec l'équipe d'Allemagne, il a remporté le Championnat d'Europe de football 1996 et fut finaliste de la Coupe du monde 2002.

## Biographie

### En club
Formé au VfR Osterode 08, Marco Bode rejoint en 1988, l'équipe réserve du Werder Brême. Découvert par Otto Rehhagel, il est promu dans l'équipe première et fait ses débuts professionnels en Bundesliga à 20 ans au début de la saison 1989/1990. Il passera le reste de sa carrière sous les couleurs du Werder Brême, disputant 495 matchs et inscrivant 134 buts. 
Avec le club hanséatique, il remporte la Bundesliga en 1993 et 3 Coupes d'Allemagne en 1991, 1994 et 1999. Il se distingue au sein de son club par sa polyvalence puisqu'il est capable de jouer à de nombreux postes: attaquant, milieu offensif gauche, arrière latéral gauche, défenseur central et libéro. Bode fut très apprécié par les supporters du Werder Brême en raison de sa fidélité au club et de son fair-play sur le terrain: il ne reçut que 10 cartons jaunes pendant toute sa carrière et ne fut jamais expulsé. Il prendra sa retraite professionnelle à l'issue de la saison 2001/2002 après avoir disputé la Coupe du monde 2002.
Marco Bode, est aussi un excellent joueur d'échecs. Grand passionné de ce jeu, il passait beaucoup de temps avant les matches à jouer des parties contre l'ordinateur. En 2003, il arrache même une partie nulle à la Maître internationale Allemande, Elisabeth Paethz (2477 Elo)

### En sélection
Marco Bode connaît sa première sélection lors d'un match amical contre l'Afrique du Sud le 15 décembre 1995. Il sera retenu dans les sélections allemandes appelées à disputer l'Euro 1996, l'Euro 2000 et la Coupe du monde 2002. Néanmoins, s'il compte 40 sélections avec la Mannschaft, il ne compte que peu de titularisations et a rarement disputé l'intégralité d'un match. Il a tout de même remporté l'Euro 1996 en disputant notamment la finale et fini second de la Coupe du monde 2002 en disputant aussi la finale. Durant ce tournoi, il inscrira un but face au Cameroun lors du premier tour. Il terminera sa carrière à l'issue de la compétition.

## Palmarès
- Werder Brême (5) :
  - Vainqueur de la Coupe d'Europe des vainqueurs de coupes en 1992.
  - Champion de  Bundesliga en 1993.
  - Vainqueur de la Coupe d'Allemagne en 1991, 1994 et 1999.
  - Finaliste de la Coupe d'Allemagne en 2000.
  - Finaliste de la Supercoupe de l'UEFA en 1992.
- Allemagne (1) :
  - Vainqueur du Championnat d'Europe des Nations en 1996.
  - Finaliste de la Coupe du monde en 2002.